# Martin Petrov

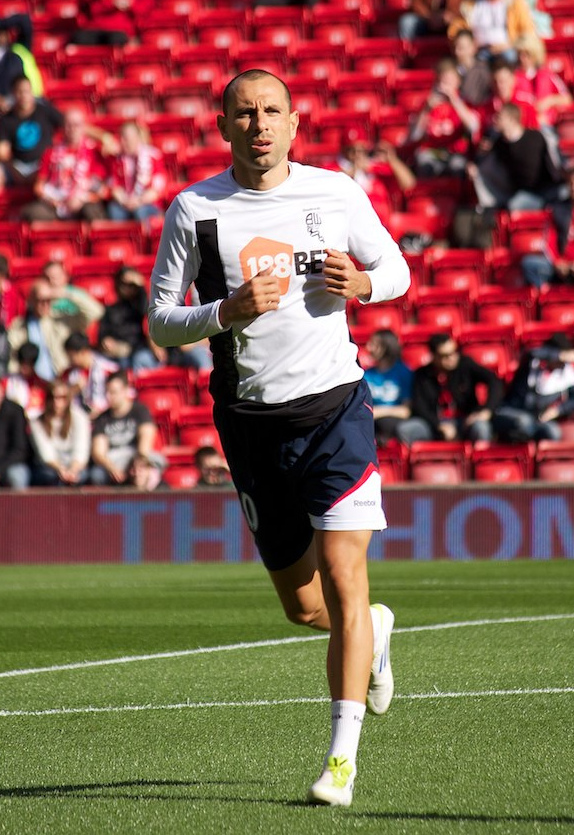
Martin Petrov 2011.

Martin Petrov, född 15 januari 1979 i Vratsa, är en bulgarisk före detta fotbollsspelare, yttermittfältare. Han spelade 90 landskamper och gjorde 19 landslagsmål för Bulgariens fotbollslandslag 1999–2011.

## Klubbar
- Botev Vratsa (1995–1996)
- CSKA Sofia (1996–1998)
- Servette FC (1998–2001)
- VfL Wolfsburg (2001–2005)
- Atlético Madrid (2005–2007)
- Manchester City FC (2007–2010)
- Bolton Wanderers (2010–2013)
- RCD Espanyol (2013)
- CSKA Sofia (2013–2014)